# Nestor Ntahontuye
Nestor Ntahontuye (né en 1978) est un homme politique burundais qui est l'actuel Premier ministre du Burundi depuis le 5 août 2025. Auparavant, il occupe le poste de ministre des Finances et de la Planification économique (en) de décembre 2024 jusqu'à sa nomination au poste de premier ministre. Il est également membre du Parlement du Burundi, représentant la province de Ruyigi depuis 2020.

## Biographie
Ntahontuye naît en 1978. Il fréquente l'Université du Burundi et obtient une maîtrise en statistiques. Il travaille comme planificateur et chercheur pour plusieurs organisations, notamment pour CARE International, Oxfam et le Fonds mondial. En 2020, il est élu membre du Parlement du Burundi, représentant la province de Ruyigi dans l'est du pays. Après avoir été élu, il préside la commission parlementaire sur le suivi de la gestion des ressources publiques, des finances, des affaires économiques et de la planification nationale.
Le 9 décembre 2024, le président burundais Évariste Ndayishimiye nomme Ntahontuye au poste de ministre des Finances et de la Planification économique, en remplacement d'Audace Niyonzima (en), démis de ses fonctions. Sa nomination intervient après que l'administration fiscale du Burundi fasse état d'un déficit de 110 milliards de francs burundais. Il prend ses fonctions le 12 décembre. Il aest ministre des Finances du Burundi pendant huit mois avant d'être nommé par Ndayishimiye comme nouveau Premier ministre du Burundi le 5 août 2025. Il prête serment le même jour. Ntahontuye remplace Gervais Ndirakobuca, qui quitte son poste pour devenir le nouveau président du Sénat (en).